# Myrmecozela isopsamma
Myrmecozela isopsamma är en fjärilsart som beskrevs av Edward Meyrick 1920. Myrmecozela isopsamma ingår i släktet Myrmecozela och familjen äkta malar. Inga underarter finns listade i Catalogue of Life.